# Nixa Records
Ne doit pas être confondu avec Nixa.
Nixa Records est un label discographique indépendant britannique, anciennement basé à Londres, en Angleterre, actif entre 1950 et 1953. Il est acquis par Pye Records, un autre label disparu en 1959.

## Histoire
Le label est fondé en 1950 par un homme d'affaires néo-zélandais installé en Angleterre, Hilton Nixon. Les disques 78 tours étaient pressées pour Nixa par la compagnie Decca Records. Plus tard, Nixa fait des accords de licence avec nombre de labels de musique classique américains, notamment Period Records, Concert Hall Records, Haydn Society, Westminster Records, Lyrichord, Polymusic, Renaissance, Urania et Vanguard Records, pour fabriquer et vendre leur catalogue au Royaume-Uni et dans le Commonwealth. Dès l'apparition de la technologie, Nixa était la seconde entreprise après Decca, à produire des disques LP au Royaume-Uni. À l'époque, EMI avait essayé de promouvoir le 45 tours au détriment du 33 tours.
Nixa Records est mis en place principalement pour commercialiser le catalogue de la Compagnie Générale du Disque, sise à Paris, dans les pays du Commonwealth (le logo étant une fleur de lys). Mais la firme a aussi publiée dès cette époque des enregistrements de sonates de Scarlatti (dans l'arrangement de Tausig), par Monique de la Bruchollerie et des chorals par Les Chanteurs de saint-Eustache.
Le beau-fils de Nixon, John M. Reid (alors également connu sous le nom de Nixon), est directeur de 1950 jusqu'à ce que la société soit vendue à Pye Radio, devenu Pye Records en 1953. En 1987, le nom de Nixa est réintroduit par Pye Records.

## Groupes et artistes
Les artistes des premières parutions (encore sur disques 78 tours), comprenaient notamment Dany Dauberson, André Claveau et d'autres musiciens de cabarets et de jazz du continent. La première production entièrement enregistrée par Nixa date de 1952, avec deux concertos pour viole d'amour de Vivaldi par Harry Danks et le London Ensemble, ainsi que les symphonies nos 49 et 73, sous la direction de Harry Newstone. Ensuite, Nixa effectue d'autres enregistrements originaux au Walthamstow Assembly Hall avec Adrian Boult dirigeant The Planets de Holst et English Folksongs Suite de Vaughan Williams, Artur Rodziński et surtout avec Hermann Scherchen (Rimsky-Korsakov, Berlioz...), dont les archives ont été rééditées chez Tahra.
En musique de variété, leur artiste vedette était Petula Clark, qui a enregistré pour le label en anglais et en français, de 1955 à 1962. Plusieurs de ses disques sous l'étiquette étaient au Top 10, tant en France qu'au Royaume-Uni, et trois d'entre eux numéro 1.